# Dudley R. Herschbach
Dudley Robert Herschbach (født 18. juni 1932) er en amerikansk kemiker fra Harvard University. Han modtog nobelprisen i kemi sammen med Yuan T. Lee og John C. Polanyi "for deres bidrag vedrørende dynamikker i kemiske lementarprocesser." Herschbach og Lee arbejdede med molekylestrler og udførte molekyle krydsstråleeksperimnter, der gjorde det muligt at få en detaljeret forståelse af mange elementarreaktionsprocesser på molekyleniveau. Herschbach er medlem af Board of Sponsors på Bulletin of the Atomic Scientists.